# María Asunción Galindo
María Asunción Galindo (Puno, 1895 - 1951) fue una maestra peruana y pionera de la educación bilingüe en aimara y castellano en América Latina, condecorada de forma póstuma por el gobierno del Perú con la Orden al Mérito a las Mujeres del Bicentenario.

## Biografía
Cursó educación primaria en el centro escolar de mujeres Nº 882, entonces regentada por la maestra María Manuela Yuychud. Finalizó sus estudios en el liceo de la Inmaculada, egresando de la escuela primaria en 1911. Al año siguiente obtuvo el título de preceptora educativa, iniciando su labor docente en las zonas de mayoría aimara de Puno. Galindo no conocía el idioma, por lo que tuvo que aprenderlo para comunicarse con su alumnado. Fue maestra en las escuelas de Juli, Pomata y Zepita. Posteriormente fue nombrada directora de la escuela de Pallalla del distrito de Chucuito.
En 1949, en Ojherani se inició un ensayo de educación bilingüe para niños y adultos en lengua aimara, precisamente en el Instituto de Experimentación Educacional de Puno. Galindo intervino en la preparación de material docente.
En 2021, el gobernador regional de Puno, Agustín Luque Chayña, y la ministra de la Mujer, Silvia Loli Espinoza, develaron una placa en su honor en la Institución Educativa Parroquial Inmaculada Concepción Puno.

## Vida privada
Durante su labor en la escuela del distrito de Chucuito conoció al jurisconsulto Melchor Bustinza Geldres, con quien casó y tuvo 3 hijos. Luego de su separación, Galindo viajó a Puno para continuar con la formación de sus hijos.